# Куахада
Куаха́да (ісп. cuajada) / мамія (ісп. mamia) — іспанський молочний продукт з овечого молока, різновид кальє. Страва баскської кухні, популярна на півночі Іспанії.
Для приготування куахади овече молоко нагрівають до 40 °C і додають суміш ферментів хімозину і пепсину. Молоко проходить ферментацію і отримує консистенцію йогурту. Іноді молоко нагрівають за допомогою нагрітих каменів, і тоді куахада, крім характерного м'якого смаку овечого молока, набуває легкого копченого аромату. Куахада подається в охолодженому вигляді як десерт із медом або цукром.